# Guerre dei tre regni

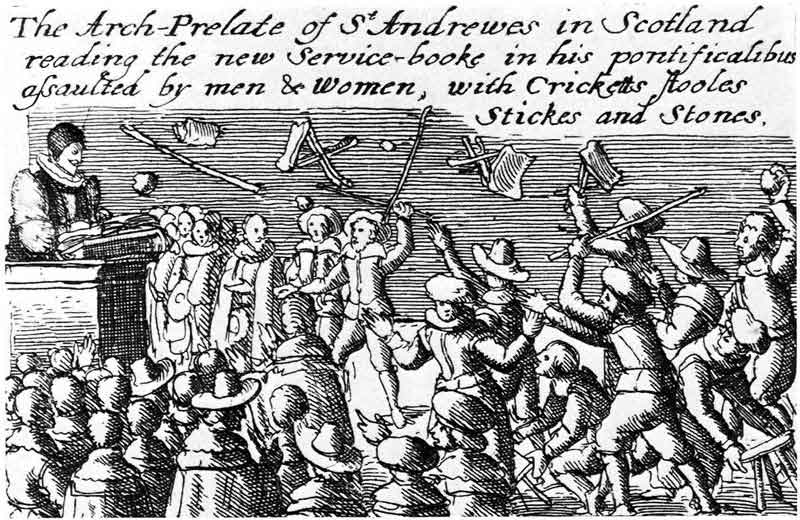
L'inizio: sommosse scatenate da Jenny Geddes.

Le guerre dei tre regni sono una serie di conflitti verificatisi in Scozia, Irlanda e Inghilterra tra il 1639 e il 1651, quale seguito del periodo del Governo personale di Carlo I, il più famoso dei quali è la guerra civile inglese.
La denominazione di questi conflitti rappresenta una tendenza recente tra gli storici per unificare gli eventi aventi come causa di fondo la guerra civile inglese. Alcuni, come Gaunt o Plant, le hanno invece definite guerre civili britanniche, ma ciò porta confusione, in quanto il regno non divenne una singola entità politica sino all'Atto di Unione (1800).
Le guerre ebbero un parallelismo sul continente europeo — come la Fronda in Francia e la ribellione nei Paesi Bassi, Catalogna e Portogallo contro il dominio spagnolo. Alcuni storici descrivono questo come un periodo di crisi generale in Europa, caratterizzato dalla ribellione delle società conservatrici contro il potere assoluto delle monarchie.

## Sinossi
Le guerre comprendono le guerre dei Vescovi del 1639 e del 1640, quella civile scozzese del 1644–1645, la ribellione irlandese del 1641, la confederazione irlandese (1642–1649) e la conquista cromwelliana dell'Irlanda nel 1649; la prima, seconda e terza guerra civile inglese del 1642–1646, 1648–1649 e 1650–1651.
Le guerre furono causate dalle tensioni tra il monarca ed i sudditi in materia di diritti civili e religiosi. Le dispute religiose vertevano sul fatto che la religione dovesse essere imposta dal monarca oppure potesse essere una scelta personale. Le questioni civili invece vertevano sui diritti del parlamento e sulla possibilità del re di imporre tasse e imposte senza il consenso del medesimo. In più vi erano anche elementi nazionalistici, come le ribellioni in Irlanda e Scozia contro la supremazia inglese nei tre regni. La vittoria del Parlamento inglese - sotto Oliver Cromwell — sul re, sugli irlandesi e sugli scozzesi contribuì a determinare il futuro della Gran Bretagna come una monarchia costituzionale con un potere centrale a Londra.

## Antefatti

Enrico VIII d'Inghilterra ritratto da Hans Holbein il Giovane

L'unione personale dei tre regni sotto un unico monarca avvenne come uno sviluppo relativamente recente nel XVII secolo. Fin dal 1541, i monarchi inglesi avevano definito il loro territorio irlandese come regno (governato cioè con la partecipazione di un parlamento separato), mentre il Galles divenne più integrato nel Regno d'Inghilterra sotto Enrico VIII.

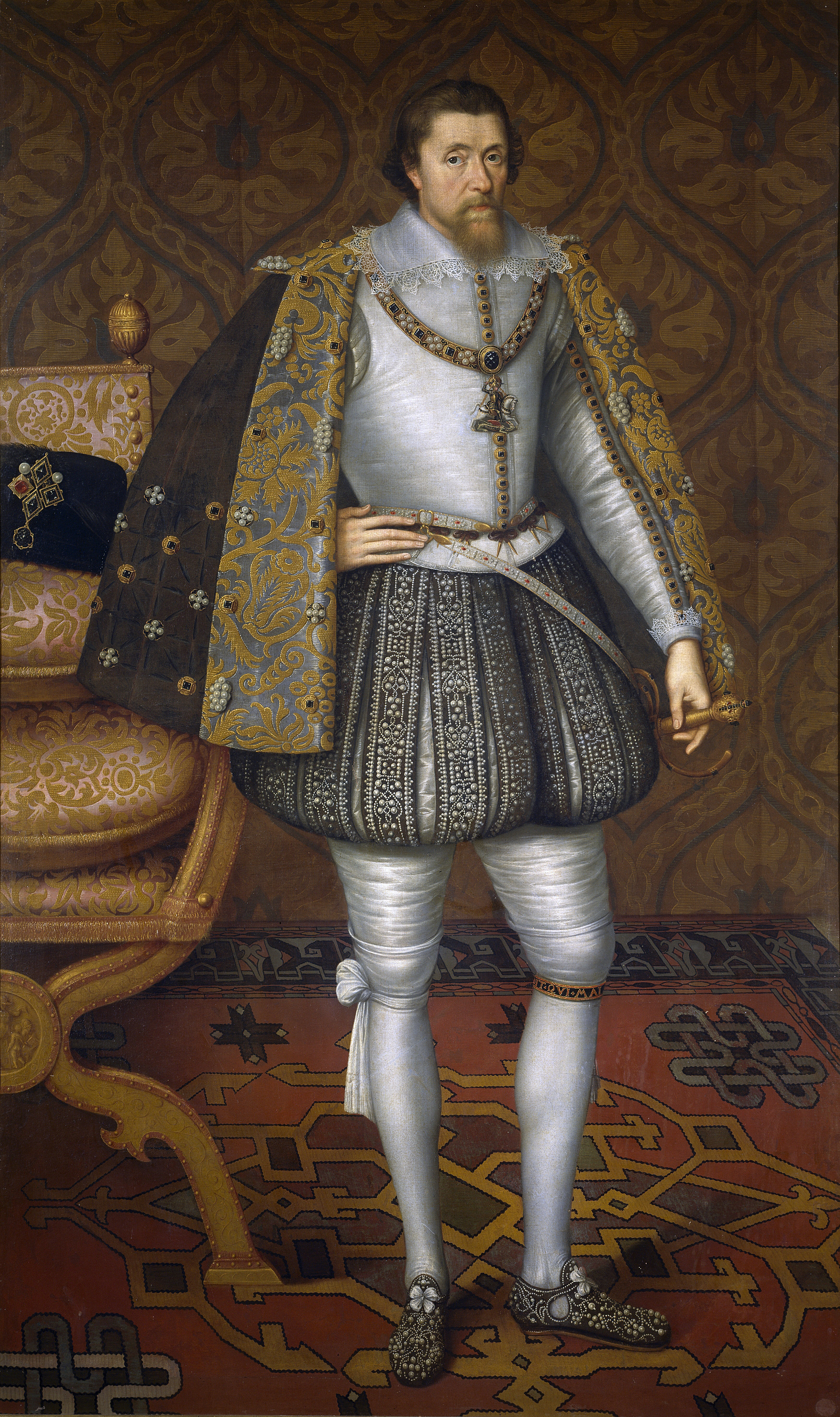
Giacomo I d'Inghilterra ovvero Giacomo VI di Scozia, ritratto di Paul van Somer

La Scozia, il terzo regno autonomo, passò sotto la sovranità di Inghilterra ed Irlanda quando re Giacomo VI di Scozia divenne anche Giacomo I d'Inghilterra nel 1603. Governare questi tre diversi regni si dimostrò difficile per Giacomo e per il suo successore Carlo I, specialmente quando quest'ultimo tentò di imporre l'uniformità della fede religiosa.

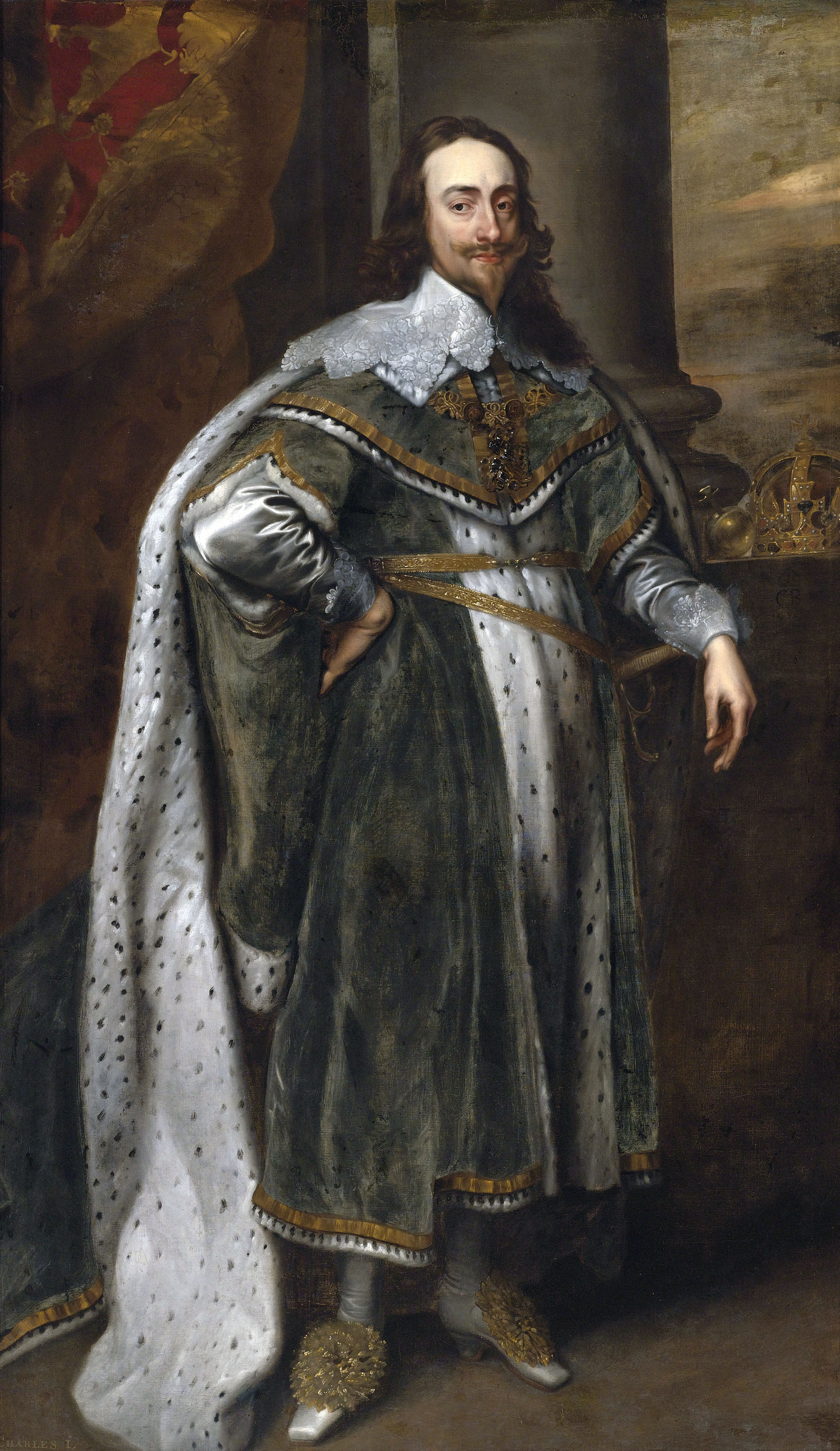
Carlo I d'Inghilterra ritratto da Anthony van Dyck

In effetti, riguardo ai problemi religiosi, le situazioni di ciascuna delle tre giurisdizioni erano diverse. Con la Riforma anglicana, il re Enrico VIII fece di sé stesso il capo protestante della Chiesa d'Inghilterra e mise al bando il cattolicesimo romano in Inghilterra ed in Galles.
Nel corso del XVI secolo il protestantesimo divenne intimamente associato all'identità nazionale in Inghilterra: il popolo inglese in generale vedeva il cattolicesimo come un nemico della nazione, specialmente come espressione della Francia e della Spagna.

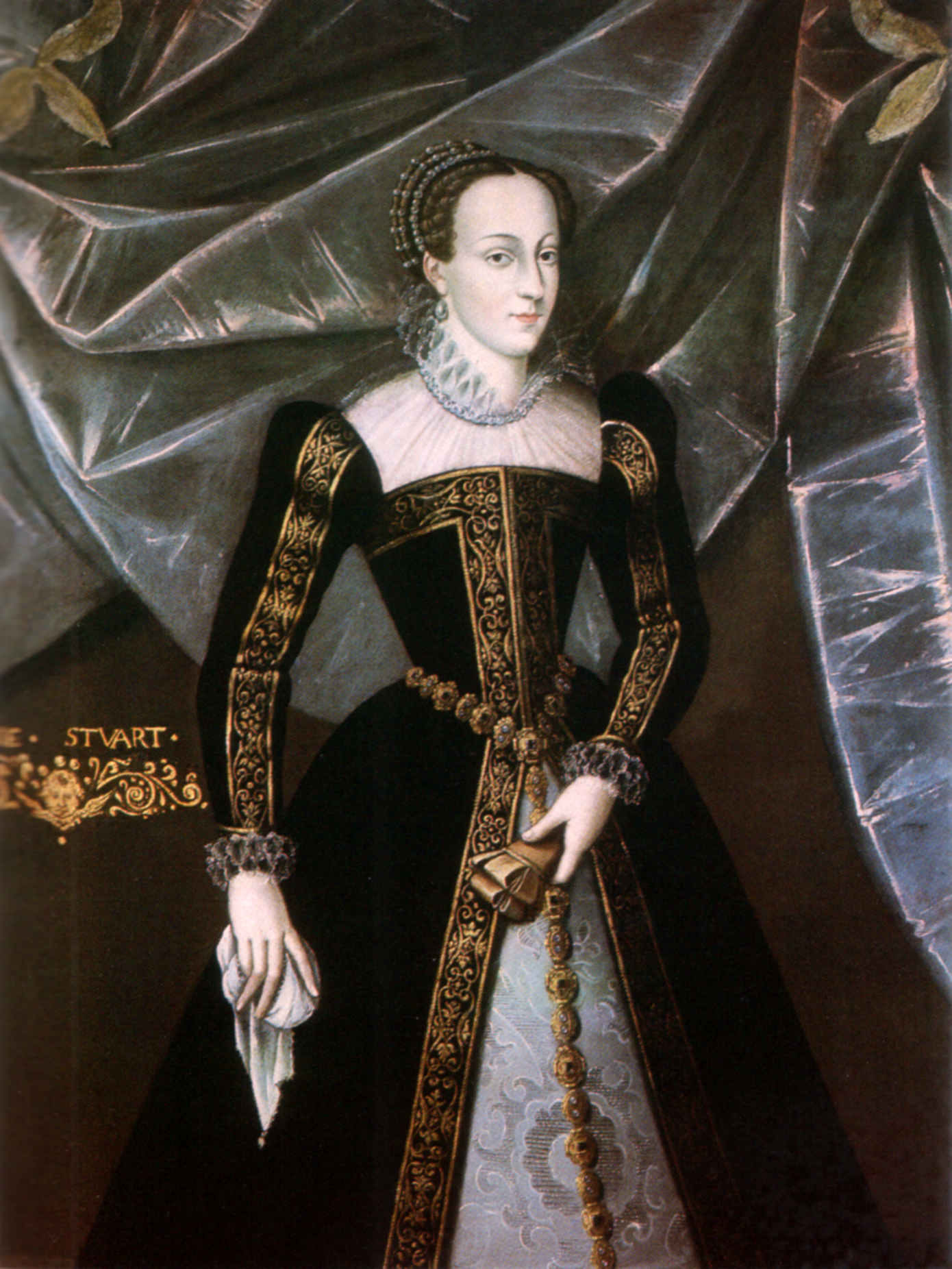
Maria Stuart, regina di Scozia e di Francia

In ogni caso il cattolicesimo rimase la religione della maggior parte del popolo irlandese e per molti di loro fu il simbolo della resistenza alla riconquista Tudor dell'Irlanda nel XVI secolo. Nel Regno di Scozia la Riforma protestante fu un movimento popolare guidato da John Knox. Il parlamento scozzese legiferò in favore di una chiesa nazionale presbiteriana, la Chiesa di Scozia, o "Kirk", e la cattolica Maria Stuarda, regina di Scozia, fu obbligata ad abdicare in favore del figlio Giacomo VI di Scozia.
Egli crebbe sotto una reggenza contesa tra fazioni cattoliche e protestanti, quindi salì al potere aspirando ad essere un "re universale", favorendo il sistema episcopale inglese nel quale i vescovi venivano nominati dal re. Nel 1584 egli nominò alcuni vescovi incontrando una opposizione energica e dovette concedere all'Assemblea generale della Chiesa scozzese di continuare a dirigere gli affari di religione come prima. I calvinisti reagirono contro la liturgia formale del Book of Common Order aumentando la tendenza verso l'improvvisazione delle preghiere, benché ciò trovasse l'opposizione della Chiesa episcopale scozzese.

### Il confronto religioso in Scozia
Giacomo rimase protestante, avendo cura di mantenere le speranze di successione al trono inglese. Egli divenne Giacomo I d'Inghilterra nel 1603 e si trasferì a Londra. Le sue capacità diplomatiche e politiche si concentrarono quindi nel trattare con la corte inglese e con il parlamento inglese ed allo stesso tempo a guidare la Scozia scrivendo al Consiglio Segreto di Scozia ed a controllare il Parlamento di Scozia.
Egli mise il blocco alle riunioni dell'Assemblea generale Scozzese e fece passare i Cinque Articoli delle pratiche episcopali che furono largamente boicottate. Nel 1625 gli successe il figlio Carlo I che fu incoronato nella Cattedrale di St Giles ad Edimburgo nel 1633 con rito totalmente anglicano. L'opposizione ai suoi tentativi di imporre le pratiche religiose anglicane raggiunse il punto di accensione quando fu introdotto il Libro della preghiera comune. Il confronto di Carlo I con gli scozzesi giunse al culmine nel 1639, allorché Carlo tentò, e fallì, l'imposizione coatta con mezzi militari. In un certo senso questa rivolta rappresenta anche il risentimento degli scozzesi per essere stati messi da parte nella monarchia degli Stuart dall'ascesa al trono d'Inghilterra da parte di Giacomo I.

### Inghilterra
Carlo condivideva la convinzione del padre nel diritto divino dei re, e tale convinzione condusse ad una seria frattura fra la Corona ed il Parlamento inglese. Mentre la Chiesa d'Inghilterra rimaneva dominante, una potente minoranza puritana, rappresentata da circa un terzo dei membri del Parlamento, aveva parecchio in comune con i presbiteriani scozzesi.
Il Parlamento inglese ebbe inoltre numerosi contrasti con il re a proposito di tasse, di spese militari e del ruolo del Parlamento stesso nella guida della nazione. Mentre Giacomo I aveva le stesse opinioni di suo figlio riguardo alle prerogative reali, aveva tuttavia anche abbastanza carisma per convincere il Parlamento ad accettare la sua politica. Carlo non aveva le stesse capacità nella gestione delle persone e così, di fronte alla crisi 1639 – 42 mancò nel prevenire la guerra civile nel paese. Quando Carlo chiese al Parlamento di finanziare una guerra contro gli scozzesi, esso rifiutò, si dichiarò in sessione permanente e presentò tutta una serie di lagnanze di carattere civile e religioso cui Carlo avrebbe dovuto porre rimedio prima che il parlamento approvasse qualsiasi nuova legge.

### Irlanda
Nel frattempo, nel Regno d'Irlanda (proclamato tale nel 1541 ma pienamente acquisito alla corona nel 1603), la tensione aveva incominciato a salire. Il locale Lord Deputato di Carlo I, Thomas Wentworth si inimicò la popolazione cattolica locale con ripetute iniziative di confisca delle loro terre, che venivano assegnate a coloni inglesi. Egli si era anche attirato l'ira dei cattolici imponendo loro nuove tasse ma negando loro al contempo i pieni diritti soggettivi (Leggi penali irlandesi)
Questa situazione divenne esplosiva nel 1639, quando egli offrì ai cattolici irlandesi le riforme che desideravano in cambio del pagamento di maggiori imposte destinate a finanziare un esercito irlandese da utilizzare per soffocare la rivolta degli scozzesi. Benché i piani prevedessero un esercito cattolico con ufficiali protestanti, l'idea di creare un esercito cattolico irlandese, che molti videro come una misura tirannica, scandalizzò sia il parlamento scozzese che quello inglese, i quali in risposta, minacciarono di invadere l'Irlanda.

## La guerra

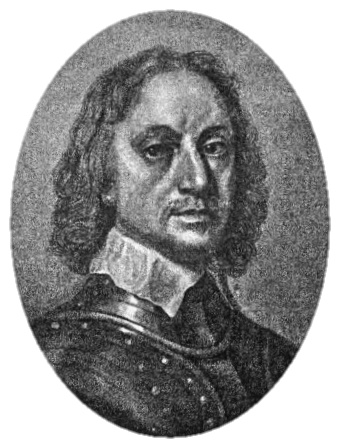
Oliver Cromwell

Gli storici moderni hanno posto l'accento sulla «non inevitabilità» delle guerre civili, facendo notare che tutte le parti ricorsero alla violenza in una situazione di reciproca sfiducia e di paranoia. Il fallimento iniziale di Carlo nel far cessare rapidamente le guerre dei Vescovi fece anche percepire ad altri gruppi di scontenti, che per ottenere ciò che desideravano conveniva il ricorso alla forza.
Alienati dalla dominazione anglo-protestante e spaventati dalla retorica dei Parlamenti inglese e scozzese, un piccolo gruppo di cospiratori irlandesi lanciò la rivolta irlandese del 1641, apertamente a sostegno dei diritti del re. Si diffuse un crescente numero di assalti a comunità protestanti in Irlanda, che talvolta culminarono in massacri.
In Inghilterra ed in Scozia si diffusero voci che le uccisioni avevano l'avallo del re e che tutto ciò presagiva il loro destino se le truppe irlandesi del re fossero sbarcate in Inghilterra. Come risultato, il Parlamento inglese si rifiutò di finanziare un esercito del re per sedare la rivolta in Irlanda ed invece decise di crearne uno proprio. Il re fece altrettanto, radunando quei realisti (alcuni dei quali sedevano in parlamento) che credevano che la lealtà al legittimo sovrano fosse prevalente rispetto ad altri importanti principi politici.
La prima fase della guerra civile inglese scoppiò nel 1642. I covenanti scozzesi, come i presbiteriani si definivano, schierati con il parlamento inglese, entrarono in guerra nel 1643, e giocarono un ruolo determinante nella vittoria del parlamento inglese.
Le forze armate del re si trovavano a terra, quanto ad efficienza, rispetto al nuovo modello di esercito del Parlamento, sostenuto finanziariamente dalla City of London. Nel 1646 Carlo I si arrese. Non avendo egli accettato un compromesso con il Parlamento, il partito del Parlamento lo fece arrestare e Carlo I fu giustiziato nel 1649. In Irlanda i cattolici ribelli avevano intanto formato un loro governo, l'Irlanda confederata, con l'intenzione di aiutare i realisti in cambio di tolleranza religiosa ed autonomia politica. Truppe inglesi e scozzesi combatterono in Irlanda e l'Irlanda confederata organizzò una spedizione in Scozia nel 1644, scatenando la guerra civile scozzese. In Scozia i realisti conseguirono una serie di vittorie fra il 1644 ed il 1645, ma furono schiacciati con la fine della prima guerra civile inglese e con il rientro delle principali armate dei covenanti scozzesi.
Dopo la seconda fase della guerra civile inglese le forze del Parlamento vincitrici, ora sotto il comando di Oliver Cromwell, invasero l'Irlanda ed annientarono le truppe dell'alleanza fra confederati e realisti con la conquista dell'Irlanda stessa nel 1649. L'alleanza fra Parlamento inglese e covenanti scozzesi si ruppe e gli scozzesi elessero re Carlo II. Cromwell in persona si impegnò nella conquista della Scozia dal 1650 al 1651. Al termine delle guerre, i tre regni emersero come uno stato unitario chiamato English Commonwealth, ufficialmente una repubblica, ma con molte caratteristiche della dittatura militare.

## Cronologia degli eventi principali
- 1637: Carlo I tenta di imporre il servizio religioso anglicano alla presbiteriana Chiesa di Scozia, Jenny Geddes da inizio ai tumulti
- 1638: firma del National Covenant in Scozia
- 1639: conflitto fra covenanti e realisti in Scozia, iniziato in febbraio con l'occupazione della città di Aberdeen da parte dei primi
- 1639: prima guerra dei Vescovi: Carlo porta le truppe in Scozia ma invece di combattere decide di negoziare. Firma del trattato di Berwick (18 giugno)
- 1640: Carlo convoca il parlamento per ottenere denaro con cui finanziare la sua campagna militare in Scozia. Il parlamento si dichiara d'accordo a condizione che Carlo accolga le loro lamentele relative agli 11 anni della sua gestione personale del regno (o tirannia): Carlo rifiuta e scioglie il parlamento dopo tre sole settimane.[5]
- 1640: la seconda guerra dei Vescovi (o "seconda guerra dei Covenanti") scoppia in agosto. In risposta al tentativo di Carlo di armare un esercito contro di loro, un'armata di covenanti (20.000 uomini) attraversa il fiume Tweed e sconfigge un esercito inglese (4.000 uomini) a Newburn (28 agosto) e marcia sulla città di Newcastle upon Tyne
- 1640: il trattato di Ripon (26 ottobre) lascia Newcastle in mani scozzesi, che ricevono anche un generoso tributo da Carlo. Questi non ha alcuna alternativa alla riconvocazione del Parlamento inglese per ottenere i fondi necessari. Il Parlamento si riunisce in novembre e rimane riunito, in una forma o nell'altra, fino al 1660[6]
- 1641: 23 ottobre, scoppia la rivolta irlandese del 1641 nell'Ulster, con violenza segnata da massacri di protestanti da parte di cattolici. I rivoltosi vincono una battaglia contro le forze della Corona a Julianstown Bridge presso Drogheda in dicembre[7]
- 1641: 1º dicembre, il parlamento presenta la Grande Rimostranza a Carlo, che viene vista [dai realisti, N.d.r.] una sfida all'autorità del re. Carlo si rifiuta di rispondere alle lagnanze che essa ha sollevato
- 1642: i covenanti inviano un esercito protestante scozzese in Ulster per difendere gli insediamenti protestanti
- 1642: Carlo entra alla Camera dei comuni per arrestare cinque "traditori". La notizia del suo "assalto" al parlamento è causa di tumulti a Londra e il re lascia la città temendo per la propria vita. In sua assenza il parlamento approva la Legge sulla milizia che, in effetti, assume il controllo dell'arsenale di Londra e pone le compagnie della milizia (trainbands) sotto il proprio controllo e Carlo risponde nominando emissari incaricati di assumere il controllo delle altre milizie regionali in nome del re. Da questo momento entrambe le parti arruolano truppe e fanno incetta di munizioni.
- 1642-1646: prima guerra civile inglese
- 1642: un'alleanza di cattolici irlandesi, irlandesi gaelici e Old English[8] formano la Confederazione Cattolica, con sede a Kilkenny, che si riunì per la prima volta nel marzo dei quell'anno
- 1642: 23 ottobre: battaglia di Edgehill, primo scontro militare della guerra civile, conclusosi con un nulla di fatto
- 1643: armistizio dichiarato fra realisti inglesi e irlandesi confederati
- 1643: 25 settembre: dichiarazione di alleanza fra il Parlamento inglese e i covenanti scozzesi, la  Solemn League and Covenant. Truppe scozzesi marciano in Inghilterra per sostenere i parlamentari inglesi

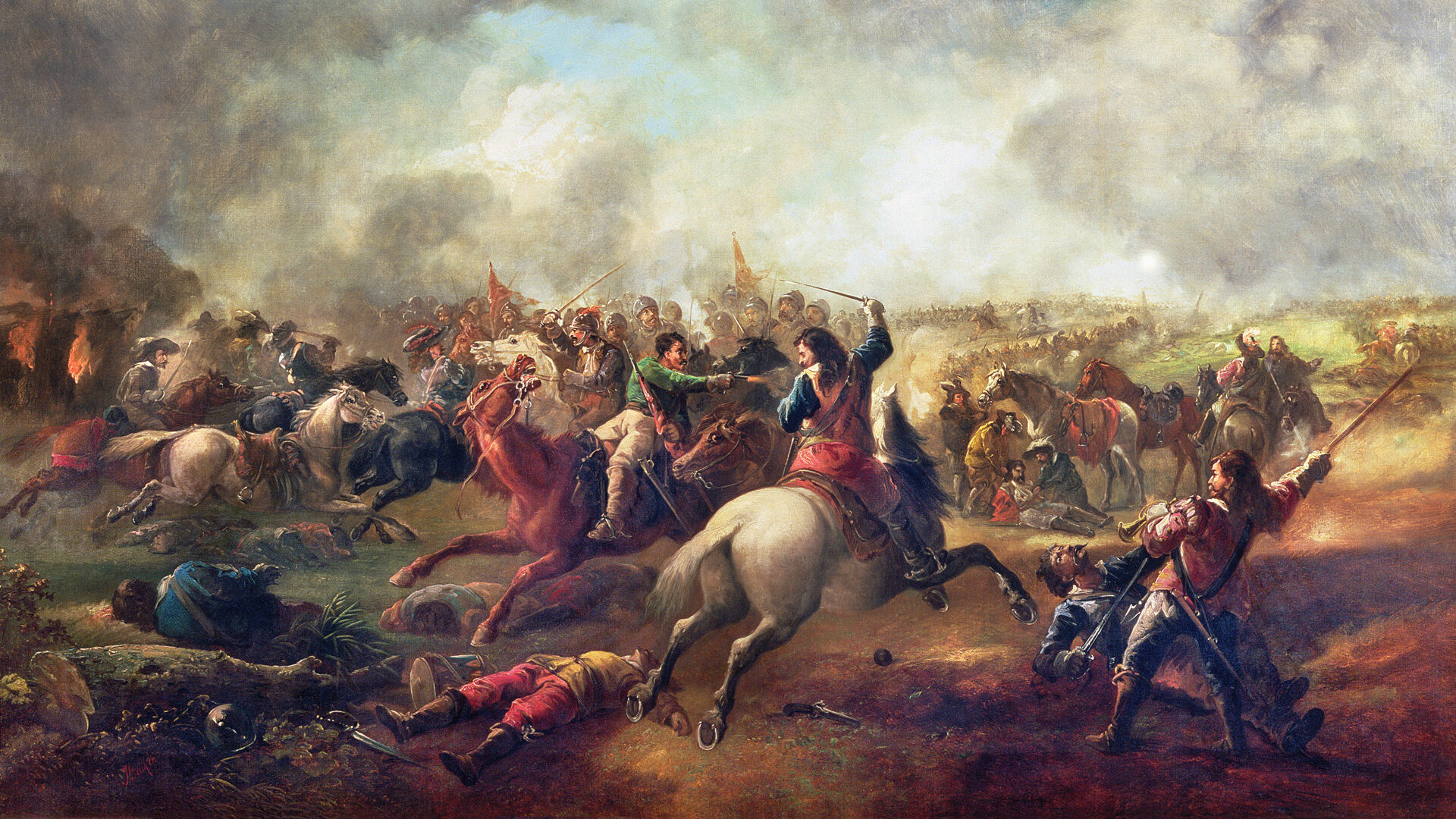
La battaglia di Marston Moor

- 1644: 2 luglio: battaglia di Marston Moor, una grossa disfatta dei realisti inglesi contro parlamentaristi e scozzesi
- 1644: guerra civile scozzese iniziata dal realista scozzese Montrose, con l'aiuto delle truppe confederate irlandesi al comando di Alasdair MacColla, che comprendono anche le forze miste di scozzesi ed irlandesi del reggimento di Manus O'Cahan
- 1645: il Parlamento crea il Nuovo modello di esercito

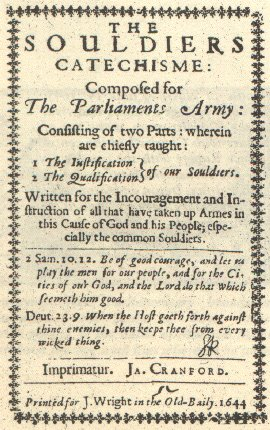
Nuovo modello di esercito - Il catechismo dei soldati: norme, regolamenti e procedure di esercitazione

- 1645: 14 giugno: nella battaglia di Naseby il nuovo modello di esercito annienta quello realista, ponendo di fatto fine alla prima guerra civile inglese
- 1645: il 15 agosto, James Graham, 1º marchese di Montrose, ottiene il controllo realista della Scozia con la battaglia di Kilsyth ma successivamente le armate dei convenanti, tornate dall'Inghilterra, lo sconfiggono nella battaglia di Philiphaugh (13 settembre 1645)
- 1646: in maggio Carlo I si arrende ai Covenanti scozzesi, che lo consegnano al parlamento inglese
- 1646: in giugno, nella battaglia di Benburb, un esercito di confederati irlandesi al comando di Owen Roe O'Neill sconfigge i convenanti scozzesi in Ulster
- 1647: nelle battaglie di Dungans Hill (agosto) e di Knocknanauss (novembre) le forze armate del parlamento schiacciano quelle confederate irlandesi rispettivamente di Leinster e Munster. Il re, intanto, si trova nell'isola di Wight, dopo essere fuggito dalla "detenzione" ad Hampton Court.
- 1648-1649: seconda guerra civile inglese
- 1648-1649: pace di Ormonde, dichiarata formalmente l'alleanza fra Confederati irlandesi e realisti inglesi
- 1648: con la battaglia di Preston (agosto), l'armata di una fazione di covenanti scozzesi (gli Engagers) invade l'Inghilterra per riportare sul trono Carlo I, ma viene sconfitta da quella dei parlamentari
- 1649: 30 gennaio, esecuzione capitale di Carlo I disposta dal parlamento inglese
- 1649: 2 agosto, nella battaglia di Rathmines le truppe dei parlamentari cacciano una forza irlandese-realista fuori da Dublino; 15 agosto, il nuovo modello di esercito sbarca in Irlanda ed ha inizio la conquista dell'Irlanda da parte di Cromwell
- 1649: 11 settembre, Cromwell assedio di Drogheda, seguito da Wexford l'11 ottobre
- 1650: Montrose tenta di lanciare una rinascita realista in Scozia ma i covenanti lo sconfiggono, lo arrestano e lo giustiziano
- 1650: Carlo II giura in favore della Solemn League and Covenant del 1643 e del "National Covenant" del 1638, e ripudia la sua alleanza con i confederati irlandesi (in conseguenza di ciò gli scozzesi lo incoronano a Scone a Capodanno del 1651)
- 1650: la terza guerra civile inglese scoppia fra gli scozzesi ed il Parlamento inglese. Oliver Cromwell invade la Scozia e batte l'esercito scozzese nella battaglia di Dunbar (3 settembre)
- 1651: Henry Ireton assedia Limerick

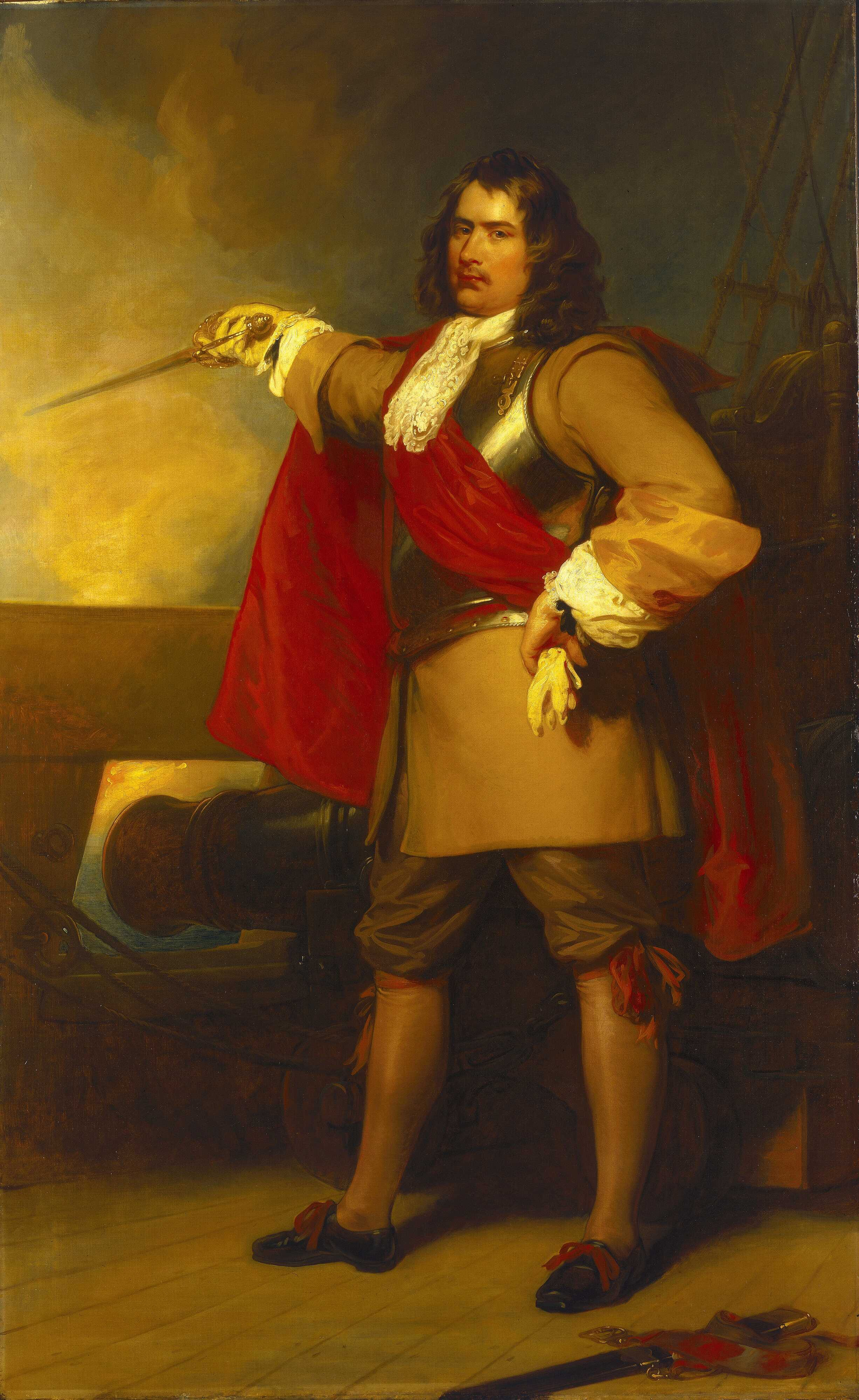
Robert Blake nel dipinto General at Sea di Henry Perronet Briggs, 1829

- 1651: giugno, conquista delle Isole Scilly da parte dell'ammiraglio Robert Blake[9]
- 1651: 3 settembre, la sconfitta di Carlo II e degli scozzesi a Worcester chiude la terza guerra civile inglese. Carlo II va in esilio in Francia
- 1652: resa dell'ultima roccaforte irlandese a Galway (ma la guerriglia continua)
- 1653: resa delle ultime truppe organizzate a Cavan.
- 1654: fine della insurrezione realista 1651-1654 in Scozia

## Conseguenze
Mentre le guerre dei tre regni prefiguravano molte delle occasioni che avrebbero dato forma alla moderna Gran Bretagna, nel breve termine esse risolsero ben poco. Il Commonwealth of England raggiunse un compromesso (per altro piuttosto instabile) fra la monarchia e la repubblica. In pratica Oliver Cromwell esercitava poteri politici grazie al controllo delle forze militari del parlamento inglese, ma la sua posizione politica rimase poco chiara, anche quando era divenuto Lord protettore. Nessuna delle molte costituzioni proposte entrò mai in vigore. Perciò sia il Commonwealth che il protettorato stabiliti dal Parlamento vittorioso lasciarono dietro di sé ben poco nella via che porterà a nuove forme di governo.
Di quel periodo rimasero due importanti retaggi:
1. dopo l'esecuzione del re Carlo I per alto tradimento, nessun re britannico potrà aspettarsi che i suoi sudditi tollerino un dispotismo palese
2. gli eccessi del nuovo modello di esercito, particolarmente quello del Regime dei Maggior Generali, lasciò una duratura sfiducia nel governo dei militari in Inghilterra

I protestanti inglesi sperimentarono la libertà religiosa durante l'Interregno inglese.
Le nuove autorità abolirono la Chiesa d'Inghilterra e la Camera dei Lord. Cromwell sciolse il Rump Parliament ma non riuscì a trovarne una valida alternativa. Inoltre né Cromwell né i suoi sostenitori si mossero nella direzione di una democrazia di popolo, come avrebbero voluto le frange più radicali dei parlamentari.
Il nuovo modello di esercito occupò Irlanda e Scozia durante l'interregno.
In Irlanda il nuovo governo confiscò quasi tutte le terre appartenenti ai cattolici irlandesi come punizione per la ribellione del 1641 e dure leggi penali limitarono fortemente la comunità.
Migliaia di soldati del Parlamento si stabilirono in Irlanda sulle terre confiscate ed il Commonwealth abolì i parlamenti di Irlanda e Scozia. In teoria questi paesi erano rappresentati nel Parlamento inglese ma poiché questo insieme non ebbe mai un potere effettivo la rappresentanza rimase inefficace. Quando Cromwell morì, nel 1658, il Commonwealth si dissolse senza grandi violenze e Carlo II ridivenne re d'Inghilterra, Scozia ed Irlanda nel 1660.
Sotto la Restaurazione inglese il sistema politico ritornò nella situazione costituzionale di prima della guerra. Il nuovo regime giustiziò o condannò a vita i responsabili del regicidio di Carlo I. I neo-realisti fecero dissotterrare il corpo di Cromwell e gli comminarono una esecuzione postuma. I politici ed i religiosi radicali, ritenuti responsabili delle guerre, subirono una dura repressione. Scozia ed Irlanda riebbero i loro parlamenti ed alcuni irlandesi anche le loro terre, prima confiscate, ed il nuovo modello di esercito andò allo sbando.
In ogni caso le questioni che avevano causato le guerre – religione, poteri del parlamento e relazioni fra i tre regni – risultarono solo apparentemente risolte, ma erano solo posposte, riemergendo nuovamente come materia di contesa durante la Gloriosa rivoluzione del 1688.
Solo a partire da quel momento prese forma la Gran Bretagna intravista durante le guerre civili: una monarchia costituzionale protestante con l'Inghilterra in posizione prevalente ed un forte esercito permanente.

### Isole britanniche
- Martyn Bennett, The Civil Wars in Britain and Ireland, 1638-1651, Oxford, Blackwell, 1997, ISBN 0-631-19154-2.
- Martyn Bennett, The Civil Wars Experienced: Britain and Ireland, 1638-1661, Oxford, Routledge, 2000, ISBN 0-415-15901-6.
- Charles Carlton, Going to the Wars: The Experience of the British Civil Wars, 1638-1651, London, Routledge, 1992, ISBN 0-415-03282-2.
- John Kenyon, and Jane Ohlmeyer (eds.), The Civil Wars: A Military History of England, Scotland, and Ireland, 1638-1660, Oxford, Oxford University Press, 1998, ISBN 0-19-866222-X.
- Trevor Royle, The Civil War: The Wars of the Three Kingdoms, 1638-1660, London, Little, Brown, 2004, ISBN 0-316-86125-1.
- Conrad Russell, The Fall of the British Monarchies, 1637-1642, Oxford, Clarendon Press, 1991, ISBN 0-19-822754-X.
- David Stevenson, Scottish Covenanters and Irish Confederates: Scottish-Irish Relations in the Mid-Seventeenth Century, Belfast, Ulster Historical Foundation, 1981, ISBN 0-901905-24-0.
- John R. (ed.) Young, Celtic Dimensions of the British Civil Wars, Edinburgh, John Donald, 1997, ISBN 0-85976-452-4.

### Inghilterra
- G. E. Aylmer, Rebellion or Revolution?: England, 1640-1660, Oxford, Oxford University Press, 1986, ISBN 0-19-219179-9.
- Christopher Hill, The World Turned Upside Down: Radical Ideas During the English Revolution, London, Temple Smith, 1972, ISBN 0-85117-025-0.
- John (ed.) Morrill, The Impact of the English Civil War, London, Collins & Brown, 1991, ISBN 1-85585-042-7.
- Austin Woolrych, Battles of the English Civil War, London, Phoenix Press, 2000  [1961], ISBN 1-84212-175-8.
- J.C. Beckett, 'The Making of Modern Ireland 1603-1923'

### Irlanda
- Pádraig Lenihan, Confederate Catholics at War, 1641-1649, Cork, Cork University Press, 2000, ISBN 1-85918-244-5.
- Tadhg Ó hAnnracháin, Catholic Reformation in Ireland: The Mission of Rinuccini, 1645-1649, Oxford, Oxford University Press, 2002, ISBN 0-19-820891-X.
- Micheál Ó Siochrú, Confederate Ireland, 1642-1649: A Constitutional and Political Analysis, Dublin, Four Courts Press, 1999, ISBN 1-85182-400-6.
- Micheál (ed.) Ó Siochrú, Kingdoms in Crisis: Ireland in the 1640s, Dublin, Four Courts Press, 2001, ISBN 1-85182-535-5.
- M. Perceval-Maxwell, The Outbreak of the Irish Rebellion of 1641, Dublin, Gill & Macmillan, 1994, ISBN 0-7171-2173-9.
- James Scott Wheeler, Cromwell in Ireland, Dublin, Gill & Macmillan, 1999, ISBN 0-7171-2884-9.

### Scozia
- David Stevenson, The Scottish Revolution, 1637-1644: The Triumph of the Covenanters, Newton Abbot, David & Charles, 1973, ISBN 0-7153-6302-6.
- David Stevenson, Alasdair MacColla and the Highland Problem in the Seventeenth Century, Edinburgh, John Donald, 1980, ISBN 0-85976-055-3.